# 153
Cette page concerne l'année 153  du calendrier julien. Pour l'année 153 av. J.-C., voir 153 av. J.-C. Pour le nombre 153, voir 153 (nombre).
L'année 153 est une année commune qui commence un dimanche.
À l'époque, elle était connue comme l'année du consulat de Rusticus et Rufinus (ou, moins fréquemment, l'année 906 Ab urbe condita). La dénomination 153 pour cette année a été utilisée depuis le début de la période médiévale, lorsque l'ère du calendrier Anno Domini est devenue la méthode la plus répandue en Europe pour nommer les années. 

## Événements

### Empire romain
- À Rome, il s'agit de l'année CLIII (ou CMVI 906 ab Urbe condita), année du consulat de Gaius Bruttius Praesens et de Aulus Iunius Rufinus).
- Des soulèvements mineurs se produisent en Égypte romaine contre la domination romaine.

### Asie
- En Chine, changement de nom d'ère de Yuanjia (3e année) à Yongxing pour la dynastie Han.

## Culture, religion et sport
- Pour les Jeux olympiques, Annia Regilla fait construire un nymphée pour son mari Hérode Atticus à Olympie.

## Naissances en 153
- Didia Clara, fille de Didius Julianus
- Kong Rong, écrivain chinois (153-208)
- Zhang Hong, peintre chinois (153-212)

## Décès en 153
- Rhœmétalcès du Bosphore ou Tibérius Julius Rhœmétalcès, roi du Bosphore, mort en 153/154.